# Djeidi Gassama
Pour les articles homonymes, voir Gassama.
Djeidi Gassama, né le 10 septembre 2003 à Nieleba Haouisse en Mauritanie, est un footballeur franco-mauritanien qui évolue au poste d'ailier gauche aux Rangers FC.

## Biographie
Djeidi Gassama commence sa formation dans les Yvelines, avant de rejoindre le Stade brestois en 2018 dès l'âge de 14 ans. Lors d'un match du Stade brestois à Montrouge, il est repéré par les recruteurs du Paris Saint-Germain qui lui font rejoindre le centre de formation en 2019. Le 23 juillet 2020, il signe son premier contrat professionnel avec le club de la capitale.
Le 14 mai 2022, Gassama fait ses débuts en professionnel avec le PSG lors de la 37e journée de Ligue 1 contre le Montpellier HSC. Il remplace Ángel Di María à la 89e minute, le score final est de 0-4. Ce match lui permet d'être sacré champion de France de football au terme de la saison.
En septembre 2022, il est prêté à la KAS Eupen en Belgique jusqu’à la fin de la saison.
En août 2023, le jeune ailier quitte le PSG pour s'engager avec le club anglais de Sheffield Wednesday, club de Championship (2ème division anglaise).

## Palmarès
| Paris Saint-Germain - Championnat de France (1) - Champion : 2021-22. |

## Statistiques
| Saison                | Club                  | Championnat           | Championnat | Championnat | Championnat | Coupe(s) nationale(s) | Coupe(s) nationale(s) | Coupe(s) nationale(s) | Supercoupe | Supercoupe | Supercoupe | Compétition(s) continentale(s) | Compétition(s) continentale(s) | Compétition(s) continentale(s) | Compétition(s) continentale(s) | Total | Total | Total |
| Saison                | Club                  | Division              | M.          | B.          | P.d.        | M.                    | B.                    | P.d.                  | M.         | B.         | P.d.       | Comp.                          | M.                             | B.                             | P.d.                           | M.    | B.    | P.d.  |
| 2021-2022             | Paris Saint-Germain   | Ligue 1               | 1           | 0           | 0           | -                     | -                     | -                     | -          | -          | -          | C1                             | -                              | -                              | -                              | 1     | 0     | 0     |
| 2022-2023             | KAS Eupen (prêt)      | Jupiler League        | 19          | 2           | 2           | 1                     | 0                     | 0                     | -          | -          | -          | -                              | -                              | -                              | -                              | 20    | 2     | 2     |
| 2023-2024             | Sheffield Wednesday   | Championship          | 33          | 3           | 3           | 2                     | 1                     | 0                     | -          | -          | -          | -                              | -                              | -                              | -                              | 35    | 4     | 3     |
| Total sur la carrière | Total sur la carrière | Total sur la carrière | 53          | 5           | 5           | 3                     | 1                     | 0                     | -          | -          | -          | -                              | -                              | -                              | -                              | 56    | 6     | 5     |